# Корейский фонд культуры и свободы
Корейский фонд культуры и свободы (Korean Cultural and Freedom Foundation) — неправительственный фонд. Зарегистрирован в Округе Колумбия в марте 1964 года по инициативе корейского общественного деятеля Мун Сон Мёна.  

## Концепция
Среди положений в уставе прописаны следующие пункты — отдавать дань памяти участвовавшим в Корейской войне американцам, проводить в согласии с соответствующими министерствами Правительства Соединенных Штатов Америки и Посольства Республики Корея экстенсивные программы поддержки и обмена в области искусства, взращивать взаимопонимание, уважение и дружбу между гражданами США и Кореи.
Первым президентом Корейского фонда культуры и свободы был адмирал ВМС США Арли Альберт Бёрк, бывший посол в США Чан Йанг Ю и др. В почетную коллегию фонда входили Гарри Труман, Дуайт Эйзенхауэр, Ричард Никсон.

## История
В декабре 1963 года выпускается рекламная брошюра о Корейском фонде культуры и свободы с описанием возможных перспектив. В 1964 году на имя военного атташе Посольства Кореи в Вашингтоне Пак Похи оформляется и регистрируется Корейский фонд культуры и свободы. Первые фандрейзинг-кампании, организованные фондом, были направлены на то, чтобы "проткнуть Бамбуковый занавес и нести истину миллиарду "красных рабов" через Радио-Свободная Азия. 
С 1965 года 70-х Детский народный балет Республики Корея "Маленькие ангелы", основанный Мун Сон Мёном, и являющийся дочерней организацией Корейского фонда культуры и свободы, выступает на мировых гастролях на культурных программах, финансируемых министерством иностранных дел Республики Корея. 
В 1973 году фонд основывает дочернюю компанию под названием Фонд помощи детям. В 1975 году Корейский фонд культуры и свободы разослал 7 млн. фандрейзинг-писем по США в рамках акции в помощь голодающим детям в бедных уголках света.
В 1977 году материалы фонда исследовались в Конгрессе США в ходе слушаний по отношениям между Республикой Корея и США.